# Riu Azat
El riu Azat ("Ազատ" en armeni) és un riu armeni que neix al vessant occidental de les muntanyes Geghama, província d'Ararat i es dirigeix cap al sud-oest travessant Garní, Lanjazat i Arevshat abans d'unir-se a Aras per la riba esquerra prop de Artashat. Té una longitud de 55 quilòmetres i una conca de 572 km². Està inscrita a la llista del Patrimoni de la Humanitat des del 2000.